# Лихтенштейн на летних Олимпийских играх 1984
Лихтенштейн принимал участие в Летних Олимпийских играх 1984 года в Лос-Анджелесе (США), но не завоевал ни одной медали.

## Результаты

### Дзюдо
| Спортсмен        | Весовая категория | Результат |
| ---------------- | ----------------- | --------- |
| Йоханнес Волвенд | до 71 кг          | 9         |
| Магнус Бюхель    | до 86 кг          | 7         |

### Лёгкая атлетика
Мужчины
| Спортсмен     | Дисциплина | Первый раунд | Первый раунд | Первый раунд | Четвертьфинал        | Четвертьфинал        | Четвертьфинал        | Полуфинал            | Полуфинал            | Полуфинал            | Финал                | Финал                |
| Спортсмен     | Дисциплина | Время        | Место        | Итог         | Время                | Место                | Итог                 | Время                | Место                | Итог                 | Время                | Место                |
| ------------- | ---------- | ------------ | ------------ | ------------ | -------------------- | -------------------- | -------------------- | -------------------- | -------------------- | -------------------- | -------------------- | -------------------- |
| Маркус Бюхель | 100 м      | 10,98        | 7            | 65           | Завершил выступления | Завершил выступления | Завершил выступления | Завершил выступления | Завершил выступления | Завершил выступления | Завершил выступления | Завершил выступления |
| Маркус Бюхель | 200 м      | 22,14        | 7            | 59           | Завершил выступления | Завершил выступления | Завершил выступления | Завершил выступления | Завершил выступления | Завершил выступления | Завершил выступления | Завершил выступления |

Женщины
| Спортсмен    | Дисциплина | Первый раунд | Первый раунд | Первый раунд | Финал                 | Финал                 |                       |
| Спортсмен    | Дисциплина | Время        | Место        | Итог         | Время                 | Место                 |                       |
| ------------ | ---------- | ------------ | ------------ | ------------ | --------------------- | --------------------- | --------------------- |
| Хелен Риттер | 1500 м     | 4:19,39      | 9            | 16           | Завершила выступления | Завершила выступления | Завершила выступления |

| Спортсменка     | Дисциплина | Результат | Место |
| --------------- | ---------- | --------- | ----- |
| Мануэла Марксер | семиборье  | 4913      | 20    |

### Стрельба
| Спортсмен | Дисциплина                         | Результат | Результат |
| Спортсмен | Дисциплина                         | Очки      | Место     |
| --------- | ---------------------------------- | --------- | --------- |
| Тео Шурте | малокалиберная винтовка лёжа, 50 м | 578       | 55        |
| Ремо Зеле | малокалиберная винтовка лёжа, 50 м | 572       | 65        |